# Faserung
Der Begriff der Faserung verallgemeinert den Begriff eines Faserbündels und spielt in der algebraischen Topologie, einem Teilgebiet der Mathematik eine wichtige Rolle.
Anwendung finden Faserungen zum Beispiel in Postnikow-Systemen oder der Obstruktionstheorie.
In diesem Artikel sind alle Abbildungen stetige Abbildungen zwischen topologischen Räumen.

## Definitionen

### Homotopie-Hochhebungseigenschaft
Eine Abbildung {\displaystyle p\colon E\to B} erfüllt die Homotopie-Hochhebungseigenschaft für einen Raum {\displaystyle X}, falls:
- für jede Homotopie {\displaystyle h\colon X\times [0,1]\to B} und
- für jede Abbildung (auch Lift genannt) {\displaystyle {\tilde {h}}_{0}\colon X\to E,} die {\displaystyle h_{0}=h|_{X\times {0}}} hochhebt (bzw. liftet) (d. h. {\displaystyle h_{0}=p\circ {\tilde {h}}_{0}}),

existiert eine Homotopie {\displaystyle {\tilde {h}}\colon X\times [0,1]\to E,} die {\displaystyle h} hochhebt (d. h. {\displaystyle h=p\circ {\tilde {h}}}) mit {\displaystyle {\tilde {h}}_{0}={\tilde {h}}|_{X\times {0}}.}
Das folgende kommutative Diagramm zeigt die Situation:{\displaystyle ^{[4]S.66}}

### Faserung
Eine Faserung (oder auch Hurewicz-Faserung) ist eine Abbildung {\displaystyle p\colon E\to B,} welche die Homotopie-Hochhebungseigenschaft für alle Räume {\displaystyle X} erfüllt. Der Raum {\displaystyle B} wird Basisraum und der Raum {\displaystyle E} wird Totalraum genannt. Als Faser über {\displaystyle b\in B} bezeichnet man den Unterraum {\displaystyle p^{-1}(b)=F_{b}\subseteq E.}{\displaystyle ^{[4]S.66}}

### Serre-Faserung
Eine Serre-Faserung (auch schwache Faserung genannt) ist eine Abbildung {\displaystyle p\colon E\to B,} welche die Homotopie-Hochhebungseigenschaft für alle CW-Komplexe erfüllt.{\displaystyle ^{[1]S.375-376}}
Jede Hurewicz-Faserung ist eine Serre-Faserung.

### Quasifaserung
Eine Abbildung {\displaystyle p\colon E\to B} wird Quasifaserung genannt, falls für jedes {\displaystyle b\in B,} {\displaystyle e\in p^{-1}(b)} and {\displaystyle i\geq 0} gilt, dass die induzierte Abbildung {\displaystyle p_{*}\colon \pi _{i}(E,p^{-1}(b),e)\to \pi _{i}(B,b)} ein Isomorphismus ist.
Jede Serre-Faserung ist eine Quasifaserung.{\displaystyle ^{[5]S.241-242}}

## Beispiele
- Die Projektion auf den ersten Faktor {\displaystyle p\colon B\times F\to B} ist eine Faserung.
- Jede Überlagerung {\displaystyle p\colon E\to B} erfüllt die Homotopie-Hochhebungseigenschaft für jeden Raum {\displaystyle X.} Speziell gibt es für jede Homotopie {\displaystyle h\colon X\times [0,1]\to B} und jeden Lift {\displaystyle {\tilde {h}}_{0}\colon X\to E} einen eindeutig definierten Lift {\displaystyle {\tilde {h}}\colon X\to B} mit {\displaystyle p\circ {\tilde {h}}=h.}{\displaystyle ^{[2]S.159}}{\displaystyle ^{[3]S.50}}
- Faserbündel {\displaystyle p\colon E\to B} erfüllen die Homotopie-Hochhebungseigenschaft für alle CW-Komplexe.{\displaystyle ^{[1]S.379}}
- Ein Faserbündel mit parakompaktem Hausdorff Basisraum erfüllt die Homotopie-Hochhebungseigenschaft für alle Räume.{\displaystyle ^{[1]S.379}}
- Eine Faserung, welche kein Faserbündel ist, ist die von der Inklusion {\displaystyle i\colon \partial I^{k}\to I^{k}} induzierte Abbildung {\displaystyle i^{*}\colon X^{I^{k}}\to X^{\partial I^{k}},} wobei {\displaystyle k\in \mathbb {N} ,} {\displaystyle X} ein topologischer Raum und {\displaystyle X^{A}=\{f\colon A\to X\}} der Raum aller stetigen Abbildungen mit der Kompakt-Offen-Topologie ist.{\displaystyle ^{[2]S.198}}
- Die Hopf-Faserung {\displaystyle S^{1}\to S^{3}\to S^{2}} ist ein nicht triviales Faserbündel und speziell eine Serre-Faserung.

## Grundlegende Konzepte

### Faser-Homotopieäquivalenz
Eine Abbildung {\displaystyle f\colon E_{1}\to E_{2}} zwischen Totalräumen von zwei Faserungen {\displaystyle p_{1}\colon E_{1}\to B} und {\displaystyle p_{2}\colon E_{2}\to B} mit gleichem Basisraum ist ein Faserungs-Homomorphismus, falls das Diagramm
kommutiert. Die Abbildung {\displaystyle f} ist eine Faser-Homotopieäquivalenz, falls zusätzlich ein Faserungs-Homomorphismus {\displaystyle g\colon E_{2}\to E_{1}} existiert, sodass die Verknüpfungen {\displaystyle f\circ g} bzw. {\displaystyle g\circ f} homotop, durch Faserungs-Homomorphismen, zu den Identitäten {\displaystyle Id_{E_{2}}} bzw. {\displaystyle Id_{E_{1}}}sind.

### Pullback-Faserung
Gegeben seien eine Faserung {\displaystyle p\colon E\to B} und eine Abbildung {\displaystyle f\colon A\to B}. Die Abbildung {\displaystyle p_{f}\colon f^{*}(E)\to A} ist eine Faserung, wobei {\displaystyle f^{*}(E)=\{(a,e)\in A\times E|f(a)=p(e)\}} der Pullback ist und die Projektionen von {\displaystyle f^{*}(E)} auf {\displaystyle A} und {\displaystyle E} das kommutative Diagramm liefern:
Die Faserung {\displaystyle p_{f}} wird Pullback-Faserung oder auch induzierte Faserung genannt.

### Wegeraum-Faserung
Mit der Wegeraumkonstruktion kann jede stetige Abbildung zu einer Faserung erweitert werden, indem man den Definitionsbereich der Abbildung zu einem homotopieäquivalenten Raum vergrößert. Diese Faserung wird dann Wegeraum-Faserung genannt.
Der Totalraum {\displaystyle E_{f}} der Wegeraum-Faserung für eine stetige Abbildung {\displaystyle f\colon A\to B} zwischen topologischen Räumen besteht aus Paaren {\displaystyle (a,\gamma )} mit {\displaystyle a\in A} und Wegen {\displaystyle \gamma \colon I\to B} mit Startpunkt {\displaystyle \gamma (0)=f(a)~}, wobei {\displaystyle I=[0,1]} das Einheitsintervall ist. Der Raum {\displaystyle E_{f}=\{(a,\gamma )\in A\times B^{I}|\gamma (0)=f(a)\}} trägt die Teilraumtopologie von {\displaystyle A\times B^{I},} wobei {\displaystyle B^{I}} den Raum aller Abbildungen {\displaystyle I\to B} beschreibt und die Kompakt-Offen-Topologie trägt.
Die Wegeraum-Faserung ist durch die Abbildung {\displaystyle p\colon E_{f}\to B} mit der Abbildungsvorschrift {\displaystyle p(a,\gamma )=\gamma (1)} gegeben. Die Faser {\displaystyle F_{f}} wird auch Homotopie-Faser von {\displaystyle f} genannt und besteht aus den Paaren {\displaystyle (a,\gamma )} mit {\displaystyle a\in A} und Wegen {\displaystyle \gamma \colon [0,1]\to B,} wobei {\displaystyle \gamma (0)=f(a)} und {\displaystyle \gamma (1)=b_{0}\in B} gilt.
Für den Spezialfall der Inklusion des Basispunktes {\displaystyle i\colon b_{0}\to B,} ergibt sich ein wichtiges Beispiel der Wegeraum-Faserung. Der Totalraum {\displaystyle E_{i}} besteht aus allen Wegen in {\displaystyle B,} die am Punkt {\displaystyle b_{0}} starten. Dieser Raum wird mit {\displaystyle PB} gekennzeichnet und Wegeraum genannt. Die Wege-Faserung {\displaystyle p\colon PB\to B} ordnet jedem Weg seinen Endpunkt zu, weshalb die Faser {\displaystyle p^{-1}(b_{0})} aus allen geschlossenen Wegen besteht. Die Faser wird mit {\displaystyle \Omega B} gekennzeichnet und Schleifenraum genannt.{\displaystyle ^{[1]S.407-408}}

## Eigenschaften
- Die Fasern {\displaystyle p^{-1}(b)} über {\displaystyle b\in B} sind für die einzelnen Wegzusammenhangskomponenten von {\displaystyle B} homotopieäquivalent.{\displaystyle ^{[1]S.405}}
- Für eine Homotopie {\displaystyle f\colon [0,1]\times A\to B} sind die Pullback Faserungen {\displaystyle f_{0}^{*}(E)\to A} und {\displaystyle f_{1}^{*}(E)\to A} Faser homotopieäquivalent.{\displaystyle ^{[1]S.406}}
- Ist der Basisraum {\displaystyle B} zusammenziehbar, dann ist {\displaystyle p\colon E\to B} Faser homotopieäquivalent zu einer Produkt Faserung {\displaystyle B\times F\to B.}{\displaystyle ^{[1]S.406}}
- Die Wegeraum-Faserung von {\displaystyle p} ist sich selbst sehr ähnlich. Genauer gilt: Die Inklusion {\displaystyle E\hookrightarrow E_{p}} ist eine Faser-Homotopieäquivalenz.{\displaystyle ^{[1]S.408}}
- Ist der Totalraum {\displaystyle E} zusammenziehbar, dann gibt es eine schwache Homotopieäquivalenz {\displaystyle F\to \Omega B.}{\displaystyle ^{[1]S.408}}

## Puppe-Sequenz
Für eine Faserung {\displaystyle p\colon E\to B} mit Faser {\displaystyle F} und Basispunkt {\displaystyle b_{0}\in B} ist die Inklusion {\displaystyle F\hookrightarrow F_{p}} der Faser in die Homotopie-Faser eine Homotopieäquivalenz. Die Abbildung {\displaystyle i\colon F_{p}\to E} mit {\displaystyle i(e,\gamma )=e,} wobei {\displaystyle e\in E} und {\displaystyle \gamma \colon I\to B} ein Weg von {\displaystyle p(e)} nach {\displaystyle b_{0}} im Basisraum sind, ist eine Faserung. Sie ist die Pullback-Faserung der Wege-Faserung {\displaystyle PB\to B.} Dieses Vorgehen kann nun wieder auf die Faserung {\displaystyle i} angewandt und iteriert werden. Dies führt zu einer langen Sequenz:
{\displaystyle \cdots \to F_{j}\to F_{i}\xrightarrow {j} F_{p}\xrightarrow {i} E\xrightarrow {p} B.}
Die Faser von {\displaystyle i} über einem Punkt {\displaystyle e_{0}\in p^{-1}(b_{0})} besteht aus genau den Paaren {\displaystyle (e_{0},\gamma )} mit geschlossenen Wegen {\displaystyle \gamma } und Startpunkt {\displaystyle b_{0}}, also dem Schleifenraum {\displaystyle \Omega B.} Die Inklusion {\displaystyle \Omega B\to F} ist eine Homotopieäquivalenz und durch Iteration ergibt sich die Sequenz:
{\displaystyle \cdots \Omega ^{2}B\to \Omega F\to \Omega E\to \Omega B\to F\to E\to B.}
Durch die Dualität von Faserung und Kofaserung existiert auch eine Sequenz von Kofaserungen. Diese beiden Sequenzen sind unter dem Namen Puppe-Sequenzen oder auch Sequenz von Faserungen bzw. Kofaserungen bekannt.{\displaystyle ^{[1]S.407-409}}

## Hauptfaserung
Eine Faserung {\displaystyle p\colon E\to B} mit Faser {\displaystyle F} wird Hauptfaserung genannt, falls ein kommutatives Diagramm existiert:
Die untere Zeile ist eine Sequenz von Faserungen und die vertikalen Abbildungen sind schwache Homotopieäquivalenzen. Hauptfaserungen spielen eine wichtige Rolle bei Postnikow-Türmen.{\displaystyle ^{[1]p.412}}

## Lange exakte Homotopiesequenz
Für eine Serre-Faserung {\displaystyle p\colon E\to B} existiert eine lange exakte Sequenz von Homotopiegruppen. Für Basispunkte {\displaystyle b_{0}\in B} und {\displaystyle x_{0}\in F=p^{-1}(b_{0})} ist diese gegeben durch:
{\displaystyle \cdots \rightarrow \pi _{n}(F,x_{0})\rightarrow \pi _{n}(E,x_{0})\rightarrow \pi _{n}(B,b_{0})\rightarrow \pi _{n-1}(F,x_{0})\rightarrow \cdots \rightarrow \pi _{0}(F,x_{0})\rightarrow \pi _{0}(E,x_{0}).}
Die Homomorphismen {\displaystyle \pi _{n}(F,x_{0})\rightarrow \pi _{n}(E,x_{0})} und {\displaystyle \pi _{n}(E,x_{0})\rightarrow \pi _{n}(B,b_{0})} sind die induzierten Homomorphismen der Inklusion {\displaystyle i\colon F\hookrightarrow E} und der Projektion {\displaystyle p\colon E\rightarrow B.}{\displaystyle ^{[1]S.376}}

### Hopf-Faserungen
Unter den Hopf-Faserungen versteht man eine Familie von Faserbündeln, deren Faser, Totalraum und Basisraum Sphären sind:
{\displaystyle S^{0}\hookrightarrow S^{1}\rightarrow S^{1},}
{\displaystyle S^{1}\hookrightarrow S^{3}\rightarrow S^{2},}
{\displaystyle S^{3}\hookrightarrow S^{7}\rightarrow S^{4},}
{\displaystyle S^{7}\hookrightarrow S^{15}\rightarrow S^{8}.}
Die lange exakte Homotopiesequenz der Hopf-Faserung {\displaystyle S^{1}\hookrightarrow S^{3}\rightarrow S^{2}} liefert:
{\displaystyle \cdots \rightarrow \pi _{n}(S^{1},x_{0})\rightarrow \pi _{n}(S^{3},x_{0})\rightarrow \pi _{n}(S^{2},b_{0})\rightarrow \pi _{n-1}(S^{1},x_{0})\rightarrow \cdots \rightarrow \pi _{1}(S^{1},x_{0})\rightarrow \pi _{1}(S^{3},x_{0})\rightarrow \pi _{1}(S^{2},b_{0}).}
Die Sequenz zerfällt in kurze exakte Sequenzen, da die Faser {\displaystyle S^{1}} in {\displaystyle S^{3}} zu einem Punkt zusammengezogen werden kann:
{\displaystyle 0\rightarrow \pi _{i}(S^{3})\rightarrow \pi _{i}(S^{2})\rightarrow \pi _{i-1}(S^{1})\rightarrow 0.}
Diese kurze exakte Sequenz zerfällt wegen des Einhängungshomomorphismus {\displaystyle \phi \colon \pi _{i-1}(S^{1})\to \pi _{i}(S^{2})~}und es gibt Isomorphismen:
{\displaystyle \pi _{i}(S^{2})\cong \pi _{i}(S^{3})\oplus \pi _{i-1}(S^{1}).}
Die Homotopiegruppen {\displaystyle \pi _{i-1}(S^{1})} sind für {\displaystyle i\geq 3} trivial, weshalb es Isomorphismen zwischen {\displaystyle \pi _{i}(S^{2})} und {\displaystyle \pi _{i}(S^{3})} ab {\displaystyle i=3} gibt. Analog kann die Faser {\displaystyle S^{3}} in {\displaystyle S^{7}} und die Faser {\displaystyle S^{7}} in {\displaystyle S^{15}} zu einem Punkt zusammengezogen werden. Die kurzen exakten Sequenzen zerfallen weiter, wodurch es Familien von Isomorphismen gibt:
{\displaystyle \pi _{i}(S^{4})\cong \pi _{i}(S^{7})\oplus \pi _{i-1}(S^{3})} und {\displaystyle \pi _{i}(S^{8})\cong \pi _{i}(S^{15})\oplus \pi _{i-1}(S^{7}).}{\displaystyle ^{[6]S.111}}

## Spektralsequenz
Spektralsequenzen sind wichtige Hilfsmittel in der algebraischen Topologie zur Berechnung von (Ko-)Homologiegruppen.
Die Leray-Serre-Spektralsequenz stellt einen Zusammenhang zwischen der (Ko-)Homologie von Totalraum und Faser mit der (Ko-)Homologie des Basisraums einer Faserung her. Für eine Faserung {\displaystyle p\colon E\to B} mit Faser {\displaystyle F}, wobei der Basisraum ein wegzusammenhängender CW-Komplex ist, und einer additiven Homologietheorie {\displaystyle G_{*}} existiert eine Spektralsequenz:
{\displaystyle H_{k}(B;G_{q}(F))\cong E_{k,q}^{2}\implies G_{k+q}(E).}{\displaystyle ^{[7]S.242}}
Faserungen liefern in der Homologie keine langen exakten Sequenzen, wie in der Homotopie. Aber unter bestimmten Bedingungen, liefern Faserungen exakte Sequenzen in der Homologie. Für eine Faserung {\displaystyle p\colon E\to B} mit Faser {\displaystyle F}, wobei Basisraum und Faser wegzusammenhängend sind, die Fundamentalgruppe {\displaystyle \pi _{1}(B)} auf {\displaystyle H_{*}(F)} trivial operiert und zusätzlich die Bedingungen {\displaystyle H_{p}(B)=0} für {\displaystyle 0<p<m} und {\displaystyle H_{q}(F)=0} für {\displaystyle 0<q<n} gelten, existiert eine exakte Sequenz:
{\displaystyle H_{m+n-1}(F)\xrightarrow {i_{*}} H_{m+n-1}(E)\xrightarrow {f_{*}} H_{m+n-1}(B)\xrightarrow {\tau } H_{m+n-2}(F)\xrightarrow {i^{*}} \cdots \xrightarrow {f_{*}} H_{1}(B)\to 0.}{\displaystyle ^{[7]S.250}}
Diese Sequenz kann z. B. benutzt werden, um den Satz von Hurewicz zu beweisen oder um die Homologiegruppen von Schleifenräumen der Form {\displaystyle \Omega S^{n}} zu berechnen:
{\displaystyle H_{k}(\Omega S^{n})={\begin{cases}\mathbb {Z} &\exists q\in \mathbb {Z} \colon k=q(n-1)\\0&sonst\end{cases}}.}{\displaystyle ^{[8]S.162}}
Für den Spezialfall einer Faserung {\displaystyle p\colon E\to S^{n},} bei welcher der Basisraum eine {\displaystyle n}-Sphäre mit Faser {\displaystyle F} ist, existieren exakte Sequenzen (auch Wang Sequenzen genannt) für Homologie und Kohomologie:
{\displaystyle \cdots \to H_{q}(F)\xrightarrow {i_{*}} H_{q}(E)\to H_{q-n}(F)\to H_{q-1}(F)\to \cdots }
{\displaystyle \cdots \to H^{q}(E)\xrightarrow {i^{*}} H^{q}(F)\to H^{q-n+1}(F)\to H^{q+1}(E)\to \cdots }{\displaystyle ^{[4]S.456}}

## Orientierbarkeit
Für eine Faserung {\displaystyle p\colon E\to B} mit Faser {\displaystyle F} und einem festen kommutativen Ring {\displaystyle R} mit Eins existiert ein kontravarianter Funktor von dem Fundamentalgruppoid von {\displaystyle B} zur Kategorie von graduierten {\displaystyle R}-Moduln, welcher jedem {\displaystyle b\in B} den Modul {\displaystyle H_{*}(F_{b},R)} und der Wegeklasse {\displaystyle [\omega ]} den Homomorphismus {\displaystyle h[\omega ]_{*}\colon H_{*}(F_{\omega (0)},R)\to H_{*}(F_{\omega (1)},R)} zuordnet, wobei {\displaystyle h[\omega ]} eine Homotopieklasse in {\displaystyle [F_{\omega (0)},F_{\omega (1)}]} ist.
Eine Faserung wird orientierbar über {\displaystyle R} genannt, falls für jeden geschlossenen Weg {\displaystyle \omega } in {\displaystyle B} gilt: {\displaystyle h[\omega ]_{*}=1.}{\displaystyle ^{[4]S.476}}

## Euler-Charakteristik
Für eine über einem Körper {\displaystyle \mathbb {K} } orientierbare Faserung {\displaystyle p\colon E\to B} mit Faser {\displaystyle F} und wegzusammenhängendem Basisraum ist die Euler-Charakteristik des Totalraums definiert durch:
{\displaystyle \chi (E)=\chi (B)\chi (F).}
Die Euler-Charakteristiken des Basisraums und der Faser sind dabei über dem Körper {\displaystyle \mathbb {K} } definiert.{\displaystyle ^{[4]S.481}}